# 近藤重勝
近藤 重勝（こんどう しげかつ）は、戦国時代から江戸時代初期にかけての武将。堀氏の家臣。
近藤重郷の子として生まれる。はじめ万見重元の家臣だったが、天正6年（1578年）の伊丹城攻めの際に重元が戦死したため、堀家一門の家臣となる。天正13年（1585年）、堀秀政が越前北ノ庄を与えられると、重勝も5000石を賜る。秀政の死後はその次男の親良に仕え、慶長3年（1598年）に親良が越後蔵王堂に4万石を与えられると、そのうち1万石を与えられた。
慶長9年（1604年）1月24日、52歳で死去。秀政の四男・政成が養子に迎えられて跡を継いだ。